# Випробувальний стенд

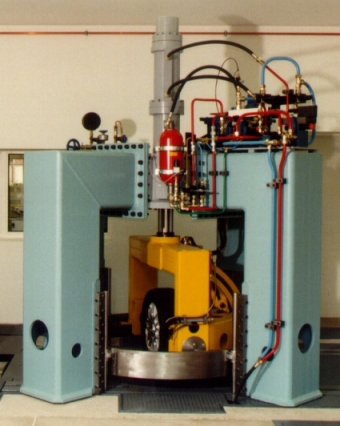
Випробувальний стенд автомобільних шин у Дрезденському технічному університеті

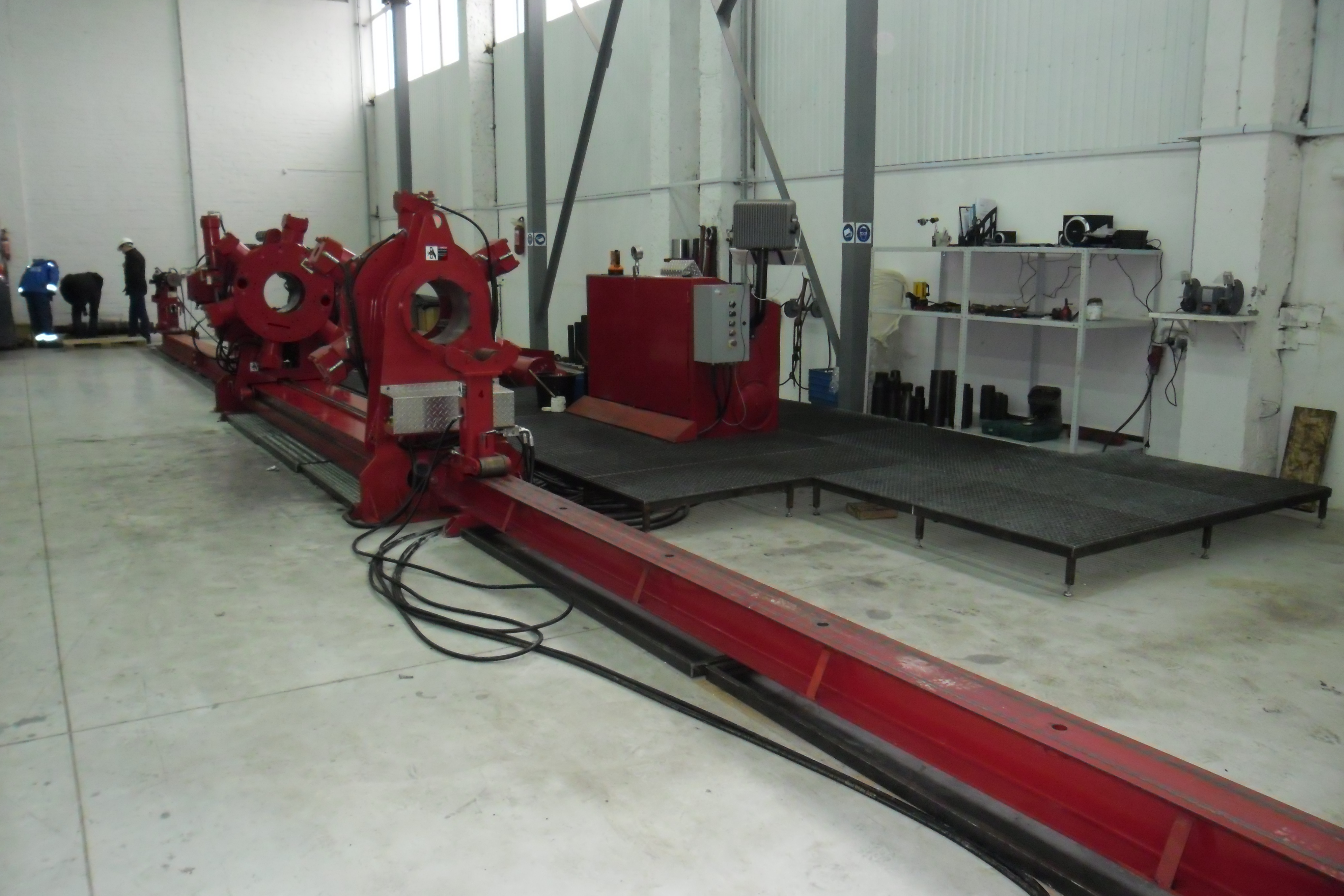
Випробувальний стенд бурилької техніки.

Випро́бувальний стенд (англ. test bench) — це лабораторне устаткування, яке призначене для спеціальних, контрольних, приймальних випробувань різноманітних об'єктів в умовах впливу зовнішніх факторів, що створюються штучним шляхом. При даних випробуваннях об'єкти піддаються дії навантажень, порівнянних або більших від навантаження в реальних умовах. Метою подібних випробувань є з'ясування реакції об'єкта на специфічні умови та за граничних значень навантаження. Випробування, які проводять на випробувальних стендах, носять назву «стендові випробування».
Структурно випробувальний стенд являє собою сукупність робочого поля (плити, станини або іншого пристрою для закріплення тестованого пристрою), підсистеми навантаження зразка (вібраційну, електричну або іншу залежно від типу випробувань) та контрольно-вимірювальної апаратури, призначеної для зняття показників реакції зразка на навантаження.
Перевагою випробувань на стенді перед випробуваннями в реальних умовах є можливість оцінки реакції зразка на певний тип і величину навантаження при інших фіксованих параметрах, що дозволяє виявити приховані конструктивні недоліки.